# ISO 3166-2:SJ
ISO 3166-2:SJ – kody ISO 3166-2 dla Svalbardu i Jan Mayen.
Kody ISO 3166-2 to część standardu ISO 3166 publikowanego przez Międzynarodową Organizację Normalizacyjną. Kody te są przypisywane głównym jednostkom podziału administracyjnego, takim jak np. województwa czy stany, każdego kraju posiadającego kod w standardzie ISO 3166-1. 
Aktualnie (2017) dla Svalbardu i Jan Mayen nie zdefiniowano kodów dla podjednostek administracyjnych, a Svalbard i Jan Mayen jako terytoria zewnętrzne (terytoria zależne) wchodzące w skład Norwegii, mają również swoje kody ISO 3166-2:NO wynikające z podziału terytorialnego tego państwa: Svalbard ma kod NO-21, a Jan Mayen NO-22.